# Xã Center, Quận Crow Wing, Minnesota
Xã Center (tiếng Anh: Center Township) là một xã thuộc quận Crow Wing, tiểu bang Minnesota, Hoa Kỳ. Năm 2010, dân số của xã này là 910 người.